# Isumi
Isumi (いすみ市 Isumi-shi) é uma cidade japonesa localizada na província de Chiba. 
Em 1 de Março de 2010 a cidade tinha uma população estimada em 41 014 habitantes e uma densidade populacional de 260,41 h/km². Tem uma área total de 157,50 km². 
Recebeu o estatuto de cidade a 5 de Dezembro de 2005. A cidade foi criada por intermédio da fusão da vilas de Isumi, Misaki e Ohara do distrito de Isumi. 

## Cidades-irmãs
- Duluth, EUA
- Woburn, EUA